# Thorium(IV)-chlorid
Thorium(IV)-chlorid ist eine anorganische chemische Verbindung des Thoriums aus der Gruppe der Chloride.

## Gewinnung und Darstellung
Thorium(IV)-chlorid kann durch Chlorierung von Thorium(IV)-oxalat mit einem Gemisch von Kohlendioxid und Tetrachlorkohlenstoff gewonnen werden.
Ebenfalls möglich ist die Darstellung durch Reaktion von Thorium(IV)-oxid mit Kohlenstoff und Chlor oder mit Tetrachlorkohlenstoff.
{\displaystyle \mathrm {ThO_{2}+2\ C+2\ Cl_{2}\longrightarrow ThCl_{4}+2\ CO} }
{\displaystyle \mathrm {ThO_{2}+2\ CCl_{4}\longrightarrow ThCl_{4}+2\ COCl_{2}} }
Es sind eine Reihe weiterer Synthesen bekannt. So zum Beispiel die Herstellung aus den Elementen, die Reaktion von Thorium(IV)-hydrid mit Chlorwasserstoff oder Thorium mit Ammoniumchlorid.
Das Hydrat, welches aus wässrigen Lösungen auskristallisiert, kann mit Hilfe von Thionylchlorid in das Anhydrat umgewandelt werden.
{\displaystyle \mathrm {ThCl_{4}\cdot 8H_{2}O+8\ SOCl_{2}\longrightarrow ThCl_{4}+8\ SO_{2}+16\ HCl} }

## Eigenschaften
Thorium(IV)-chlorid ist ein weißer, hygroskopischer, kristalliner Feststoff, der durch Sublimation in Form großer Nadeln erhalten werden kann. Er ist leicht löslich in Wasser und besitzt eine tetragonale Kristallstruktur mit der Raumgruppe I41/amd (Raumgruppen-Nr. 141) und den Gitterparametern a = 847,3 pm, c = 746,8 pm, welche isotyp mit der von Uran(IV)-chlorid ist. Es tritt über 405 °C in einer weiteren Modifikation auf, die ebenfalls eine tetragonale Kristallstruktur besitzt und bei Abkühlung auch unterhalb von 405 °C metastabil ist. Thoriumchlorid reagiert mit einer Reihe von sauerstoffhaltigen organischen Verbindungen. Das Hydrat zersetzt sich bei Erhitzung über 100 °C zu basischen Chloriden. Neben dem Oktahydrat sind weitere Hydrate der Verbindung bekannt.

## Verwendung
Thorium(IV)-chlorid wird als Zwischenprodukt zur Herstellung von Thorium verwendet. Dies wurde bereits bei der Entdeckung des Thoriums von Berzelius durch Reduktion mit Kalium durchgeführt.